# Alexandr Fersman
Alexandr Jevgenjevič Fersman (rusky Александр Евгеньевич Ферсман 27. říjnajul./ 8. listopadu 1883greg.Petrohrad  – 20. května 1945 Soči) byl ruský mineralog a geochemik.

## Život
Byl synem generála carské armády Jevgenije Alexandroviče Fersmana a hudebnice Marie Eduardovny Kesslerové. Jeho rodina měla zámek ve Fersmanovu na Krymu, v dětství navštívil s matkou Karlovy Vary. Vzorem ve vědecké práci mu byl strýc, chemik Alexandr Eduardovič Kessler, a později profesor Petre Melikišvili. V roce 1907 promoval na fyzikálně-matematické fakultě Imperátorská moskevská univerzita, kde ho odborně vedl Vladimir Ivanovič Vernadskij. Pak studoval na Univerzitě Heidelberg u Victora Mordechaie Goldschmidta a na École pratique des hautes études u Alfreda Lacroixe. Provedl mineralogický výzkum ostrova Elba. 
Po návratu do Ruska v roce 1909 byl zaměstnán na moskevské univerzitě a v petrohradském mineralogickém muzeu. Přednášel o geologii na Šaňavského lidové univerzitě a v roce 1912 založil vědecký časopis Priroda. V roce 1916 se stal členem Ruské geografické společnosti. V roce 1919 se stal členem Akademie věd Sovětského svazu a v letech 1926–1929 byl jejím viceprezidentem. 
Fersmanovy objevy nerostného bohatství měly značný význam pro sovětskou industrializaci i pro výrobu zbraní za obou světových válek. Prozkoumal Chibiny, Mončegorsk, Kyzylkum, Ťan-šan a Zabajkalsko. Na jeho návrh byla na Urale vytvořena Ilmenská rezervace s nalezišti vzácných minerálů. Provedl revizi Diamantového fondu. Napsal knihu o krystalografii diamantu a podílel se na přípravě Uralské sovětské encyklopedie. 

## Ocenění
V roce 1929 mu byla udělena Leninova cena, v roce 1942 Stalinova cena a v roce 1943 Wollastonova medaile. Je po něm pojmenováno Fersmanovo mineralogické muzeum v Moskvě, minerál fersmanit a měsíční kráter Fersman. Alexej Nikolajevič Tolstoj ho nazval „básníkem kamene“.